# Lluís Maté i Solé
Lluís Maté i Solé (Barcelona 1948) és un dirigent veïnal català. La seva vida ha estat sempre vinculada al barri de Font de la Guatlla, una estreta franja urbana situada entre la Gran Via i el vessant nord-oest de la muntanya de Montjuïc. Va estudiar comerç al Liceo de San Juan, al carrer Rabí Rubèn, i ja des de molt jove es va vincular al món associatiu. Es va iniciar en l'escoltisme com a membre dels Fulards Negres de la Capella Francesa, i posteriorment va passar pels agrupaments Mare de Déu de Lourdes i Puig i Moliner. Aquest període va decidir la seva trajectòria futura, marcada per la vocació de servei als altres.
A la dècada dels vuitanta es va incorporar a l'Associació de Veïns Font de la Guatlla-Magòria. Va formar part de la junta de l'associació, primer com a vocal de seguretat ciutadana i més tard com a tresorer. L'any 1992 en va ser nomenat president, càrrec que ha mantingut fins ara.
Quan el 1994 l'associació de veïns es traslladà al centre de barri del carrer Rabí Rubèn, actual Centre Cívic Font de la Guatlla, n'assumí la gestió amb l'objectiu de convertir el centre en un punt de trobada dels veïns, de coneixença mútua i de participació en la vida col·lectiva, superant la tradicional dinàmica estrictament reivindicativa, i realitzant activitats culturals i festives amb una dimensió social i integradora. El 2007 va rebre la Medalla d'Honor de Barcelona.